# Kap York (Grönland)
Kap York (grönländska: Innaanganeq) är en udde på nordvästra Grönland, vid den norra delen av Baffinbukten. Udden besöktes i slutet på 1800-talet av Robert Peary som i uddens omgivningar upptäckte tre av Kap York-meteoriterna 1894, bland dem Ahnighito som är världens tredje största hittills funna järnmeteorit. Det finns ett monument i form av en obelisk till minne av Peary på en bergstopp på udden.

## Bilder

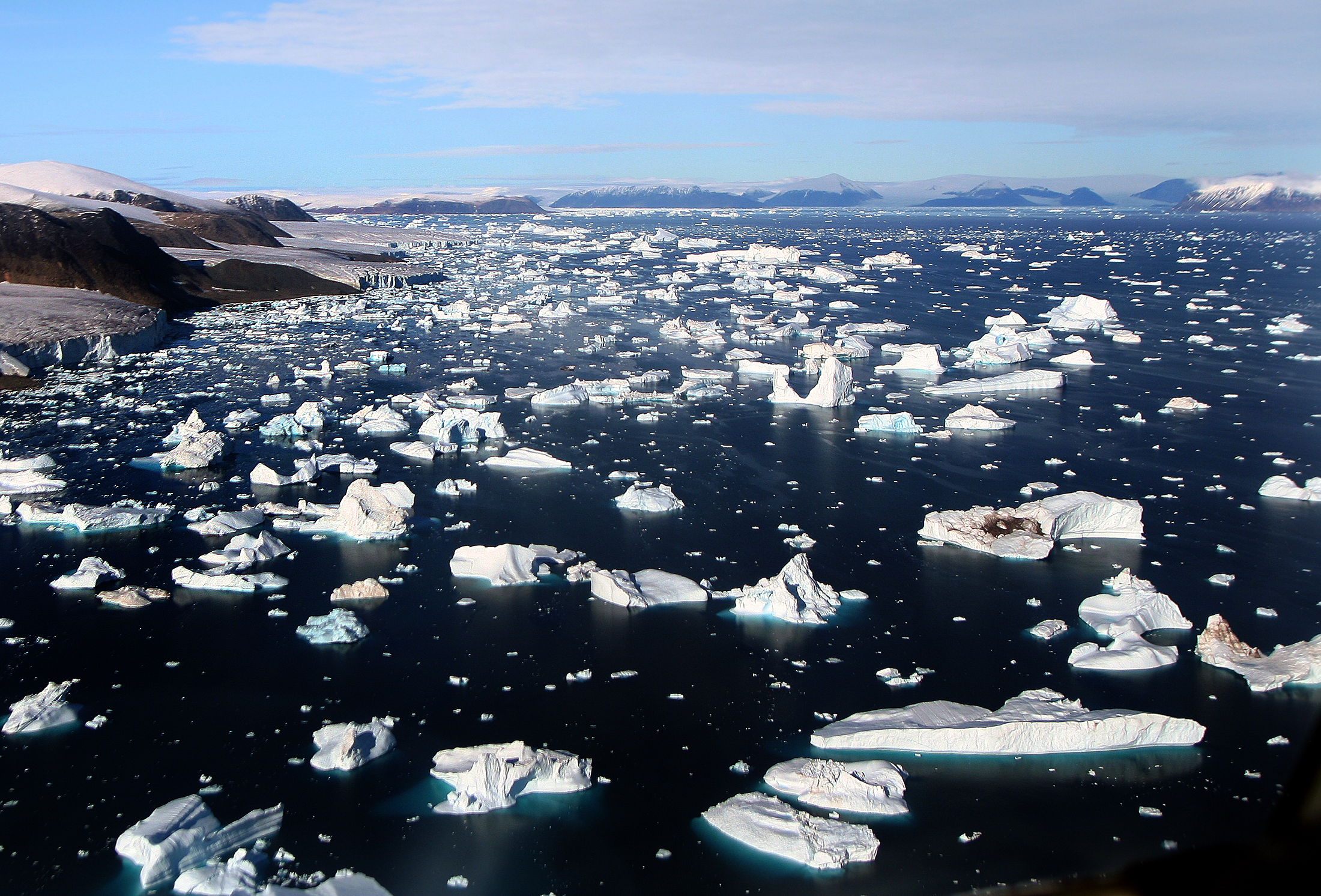
Isberg utanför Kap York
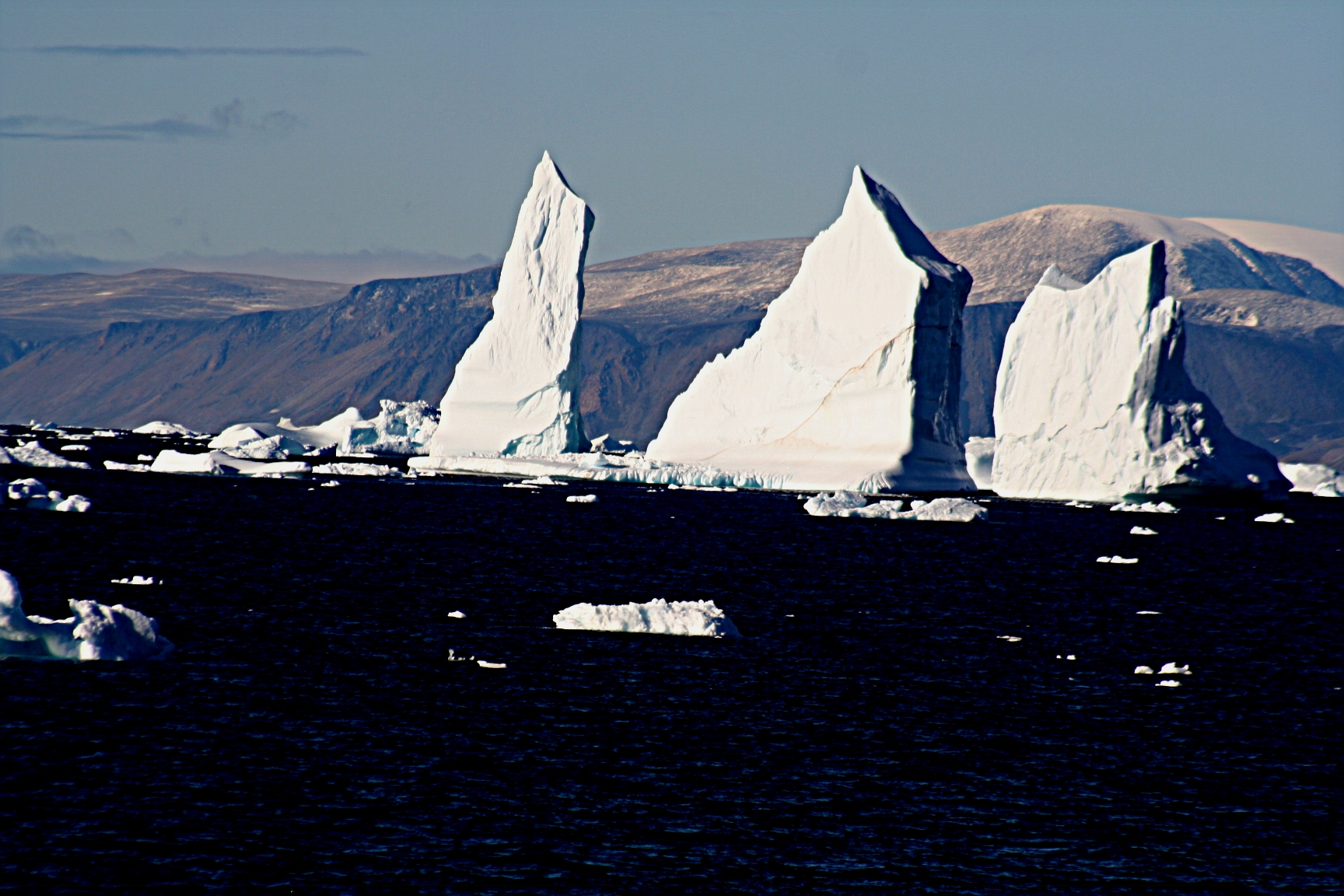
Kap York i september
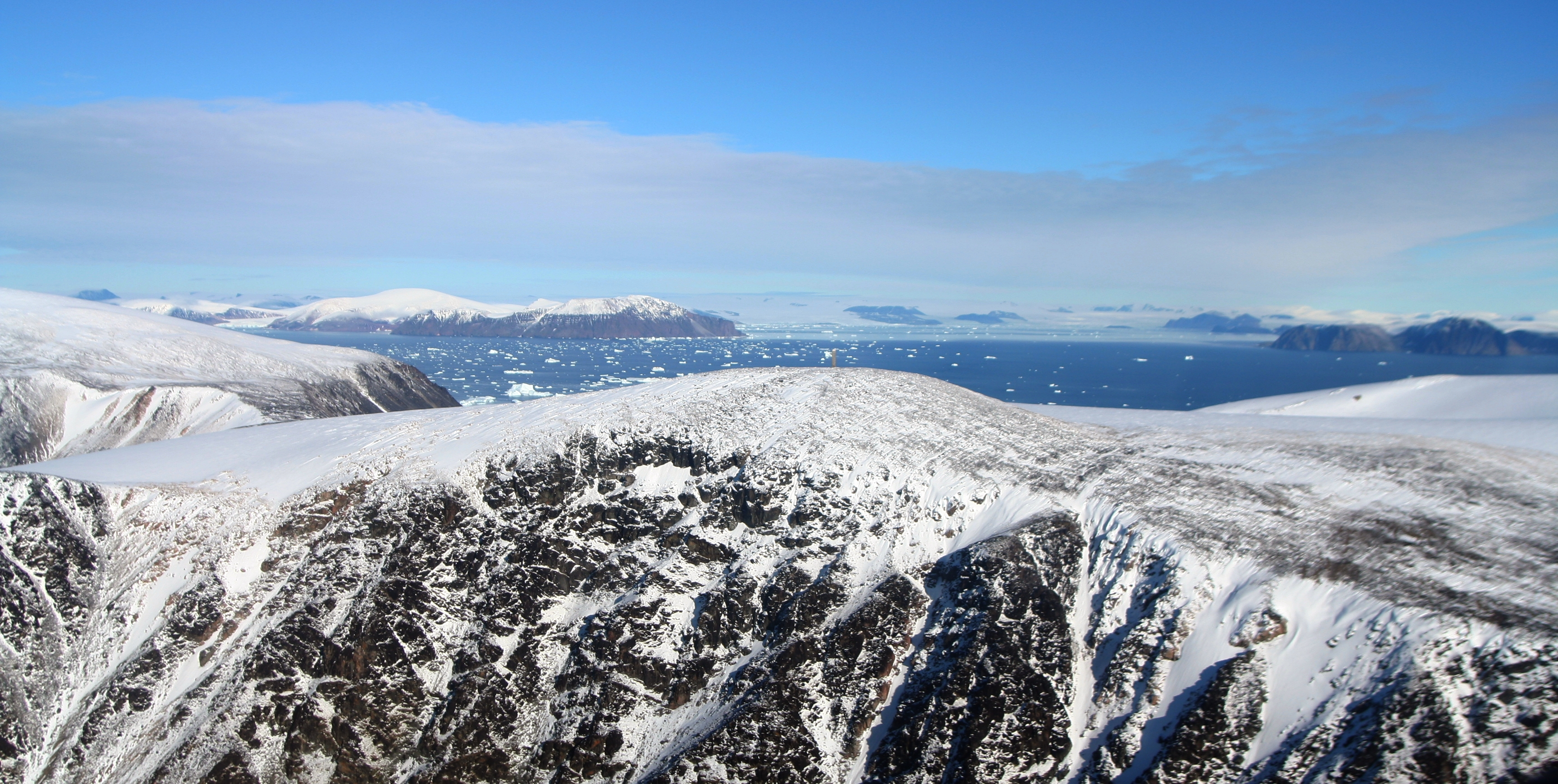
Minnesmärket över Peary fotograferat från helikopter (på toppen av det rundade berget i bildens mitt)
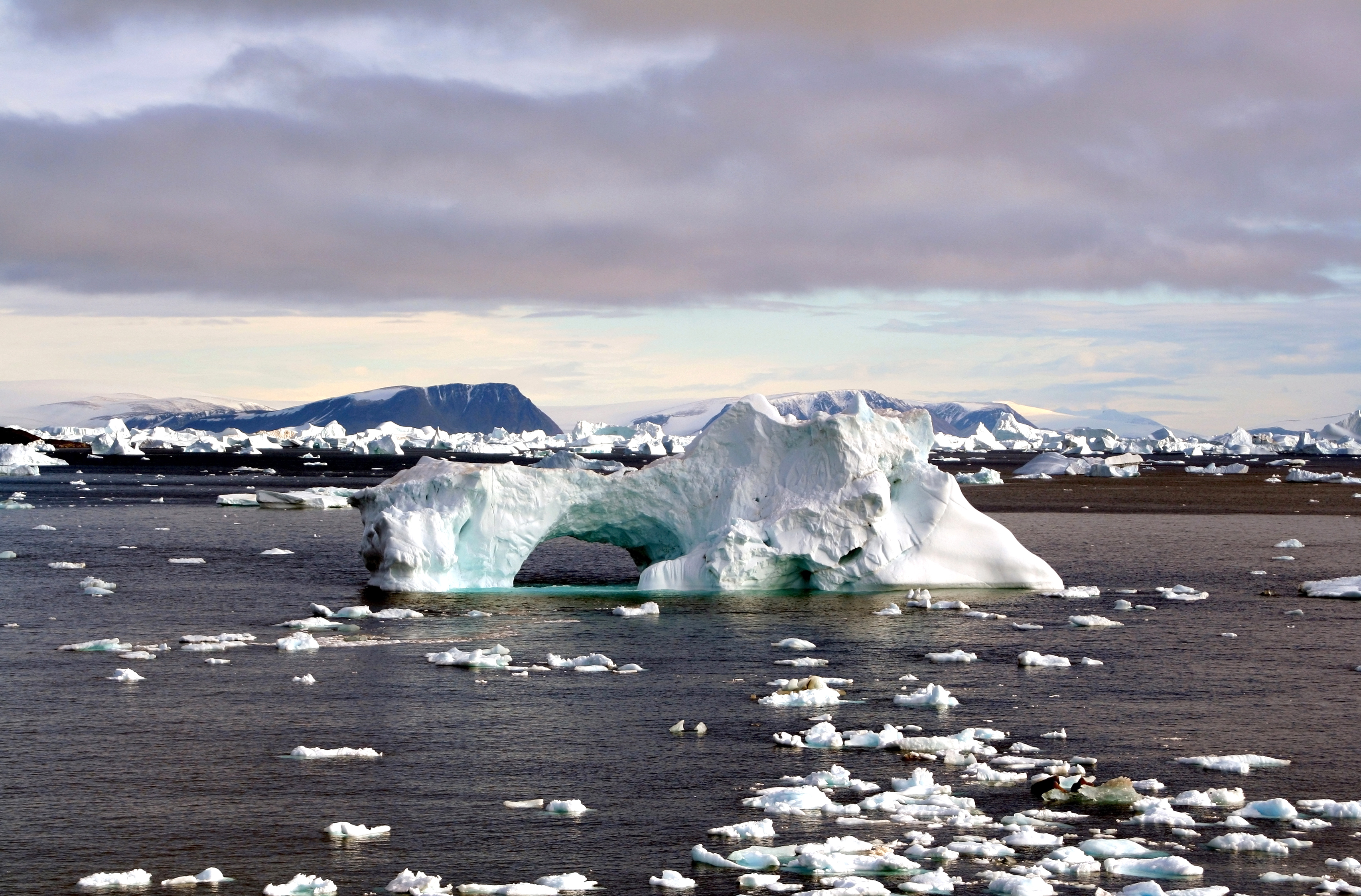
Isberg vid Kap York
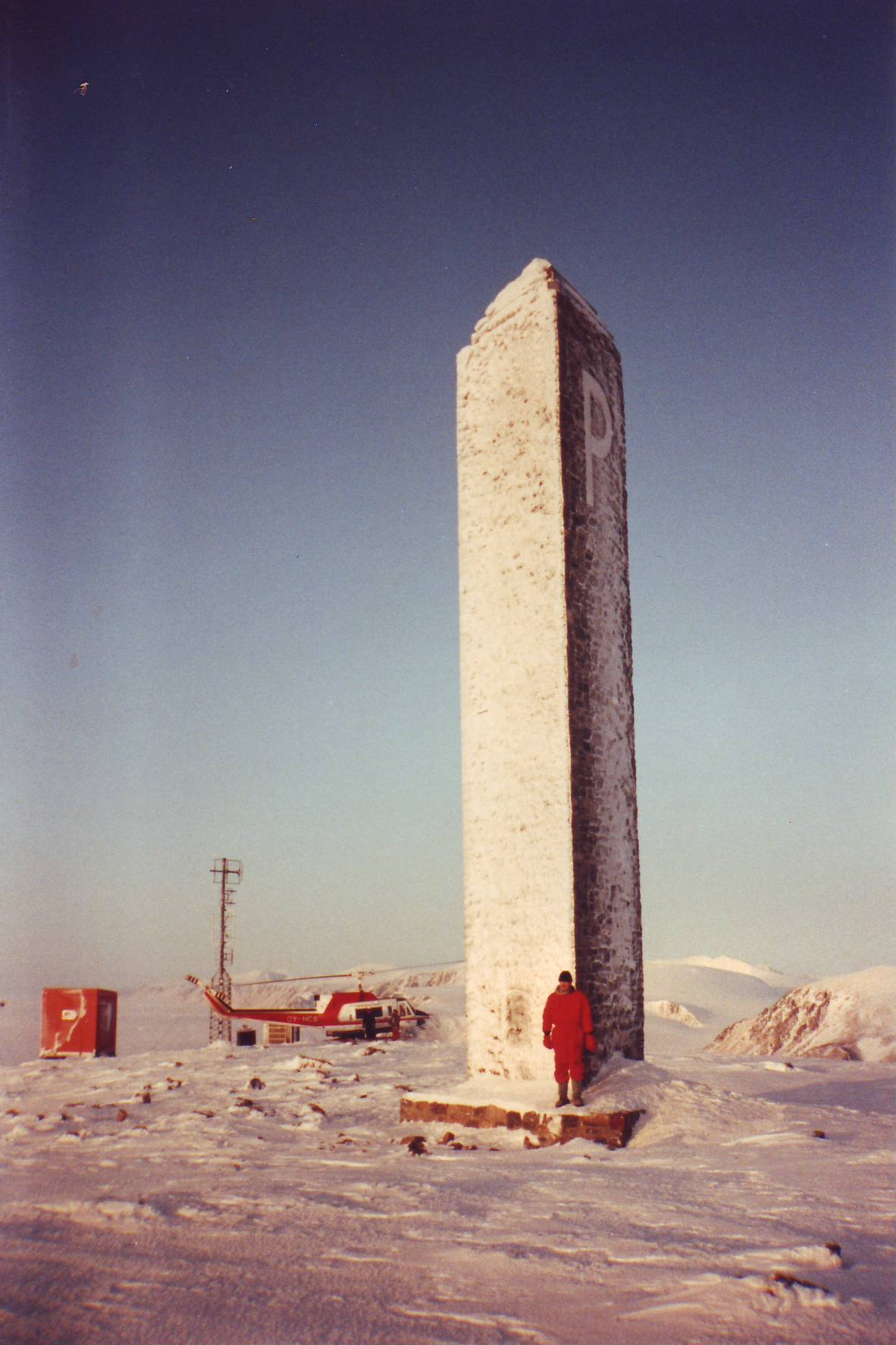
Minnesmärket över Peary